# Панџаб
Панџаб (панџапски: پنجاب, ਪੰਜਾਬ, урду: پنجاب, хинди: पंजाब, панџапски (не -бски)) јесте регија која се данас налази у Индији и Пакистану.
Панџаб је једна од културно најбогатијих регија, са богатом историјом и историјским здањима. У тој провинцији се мешају три религије: ислам, хиндуизам и сикизам. Око 80% провинције се налази у Пакистану, а 20% у Индији. Панџаб насељавају народи који говоре индо-аријском групом језика, а током историје био је саставни део различитих држава или под владавином различитих народа као што су: хиндуси, будисти, џаинисти, Грци, Персијанци, Сасаниди, Могули, Авганистанци, Сики и на крају Британци, после чега је 1947. године подељен међу Индије и Пакистана.
Административно средиште Панџаба, пре поделе на индијски и пакистански део 1947, је био град Лахор. Данас је Чандигар административно средиште индијског Панџаба.

## Етимологија
Панџаб у санскриту значи: „Земља пет река“ (панџ — пет, аб — реке) а то су реке: 
- Беас
- Сатлеџ
- Рави
- Џелам
- Ченаб